# Врасские
Врасские (Враские, Вразские, Врацкие и Вражские) — древний русский дворянский род, восходящий к началу XVI века. 

## История рода
Существуют несколько ветвей рода Врасских:
1. Происходит от Андрея Врасского, жившего в конце XV столетия. Внук его Василий Михайлович привёз в Москву черкасских князей (1557), поручился по Салтыкове (1565), владел поместьем в Рузском уезде.  Василий Фомич 2-й воевода ертаульного полка в Казанском походе (1544). Григорий Михайлович 2-й воевода 11-го сторожевого полка в Полоцком походе (1551). Иван Врасский был городовым приказчиком (1555). Прокофий Иванович служил по Казани и подписал грамоту об избрании на царство Михаила Фёдоровича (1613), ездил в Астрахань переводчиком (1628), пожалован московским дворянином (1637)., владел поместьем в Нижегородском уезде. Брат его Борис Иванович ( † 1622) служил по Свияжску, владел поместьями в Алатырском уезде. Сын его жилец — Григорий — «за храбрость» был пожалован поместным и денежным окладом (1654), имел поместье в Арзамасском уезде. Он имел двоих сыновей: Михаила и Ивана; потомство первого из них угасло в мужском поколении (1814). В лице Николая Фёдоровича Врасского, единственная дочь которого, Надежда, была замужем за директором 1-й казанской гимназии Н. И. Галкиным исходатайствовала себе и своим детям право именоваться Галкиными-Враскими (1870). Из их числа наиболее известен Михаил Николаевич Галкин-Враской, кавалер ордена Святого Андрея Первозванного. Потомство Ивана Григорьевича Врасского записано в VI части родословных книг губерний: Тверской, Симбирской и Пензенской.
2. Происходит от Селуяна Врасского, владевшего вотчиною в Звенигородском уезде, там же владели поместьями девятнадцать представителей рода (1592). Иван Ильич владел поместьем в Московском уезде (1573-1586), двое в Вяземском уезде (1594). Иван Селуянович Врасский, вёрстан поместным и денежным окладами (1622—1630), владел поместьем в Белозёрском уезде. Потомство его записано в VI части родословной книги Московской губернии[1].
3. Потомки белянина Ивана Петровича Врасского, жалованного за смоленскую службу поместьями в Серпейском уезде (1636), и записана в VI части родословной книги Калужской губернии[2].
4. Потомки козельского помещика Моисея Ивановича.  Гавриил Моисеевич, испомещен (1641), и записанная по Тульской губернии, но Герольдией не утверждённая в древнем дворянстве.

Семь представителей рода владели населёнными имениями (1699).

## Описание герба
Щит четверочастный с малым щитком в середине. В первой части, в червлёном поле, золотая, украшенная жемчугом и драгоценными камнями дворянская корона. Во второй части, в лазоревом поле, орёл натурального цвета с золотыми глазами, языком и когтями. В третьей части, в зелёном поле, всадник в серебряных латах, с поднятым в правой руке серебряным изогнутым мечом, скачущий на серебряном коне в левую сторону. В четвёртой части, в золотом поле, червлёная крепость с башней с золотыми швами. В малом щитке в лазоревом поле золотое кольцо, на внутренней стороне которого три золотых с широкими концами креста.
Над щитом два дворянских шлема с коронами. Нашлемники: правый — рука, вытянута вверх, в серебряных латах держит серебряным мечом с золотой рукояткой; левый — червлёное орлиное крыло, на нём золотая, с жемчугом и драгоценными камнями дворянская корона. Намёт: справа — лазоревый с золотом, слева — червлёный с золотом. Щитодержатели: два льва переменных цветов: правый золотой и лазоревый, левый лазоревый и золотой, с повернутыми назад головами, червлёными глазами и языками. Девиз: «Аvorum respice mores» (Повинуйся законам предков) золотыми буквами на лазоревой ленте.
Герб рода Галкиных-Враских внесён в Часть 13 Общего гербовника дворянских родов Всероссийской империи, стр. 48.
Герб рода Врасских внесён в Часть 7 Общего гербовника дворянских родов Всероссийской империи, стр. 102.

## Известные представители
- Врасский Прокофий Иванович — подьячий (1629), московский дворянин (1636-1640) (ум. 1644).
- Врасский Алексей Михайлович — стряпчий (1680), стольник (1686-1692).
- Врасский Иван Григорьевич — стряпчий (1692), стольник (1692).
- Врасские: Степан Борисович и Феоктист Гаврилович — московские дворяне (1692)[5][6].
- Галкин-Враской Михаил Николаевич —  русский учёный-пенитенциарист и государственный деятель (1832-1916)